# Vlag van Qatar

Vlag van Qatar (ratio 11:28)

De huidige vlag van Qatar wordt sinds de onafhankelijkheid van Qatar op 3 september 1971 gebruikt. De vlag heeft twee verticale balken, die met elkaar als een ritssluiting verbonden zijn. De vlag van Bahrein lijkt sterk op de vlag van Qatar. De vlag van Qatar is in verhouding tot de hoogte de breedste vlag van een land ter wereld. 

## Symboliek

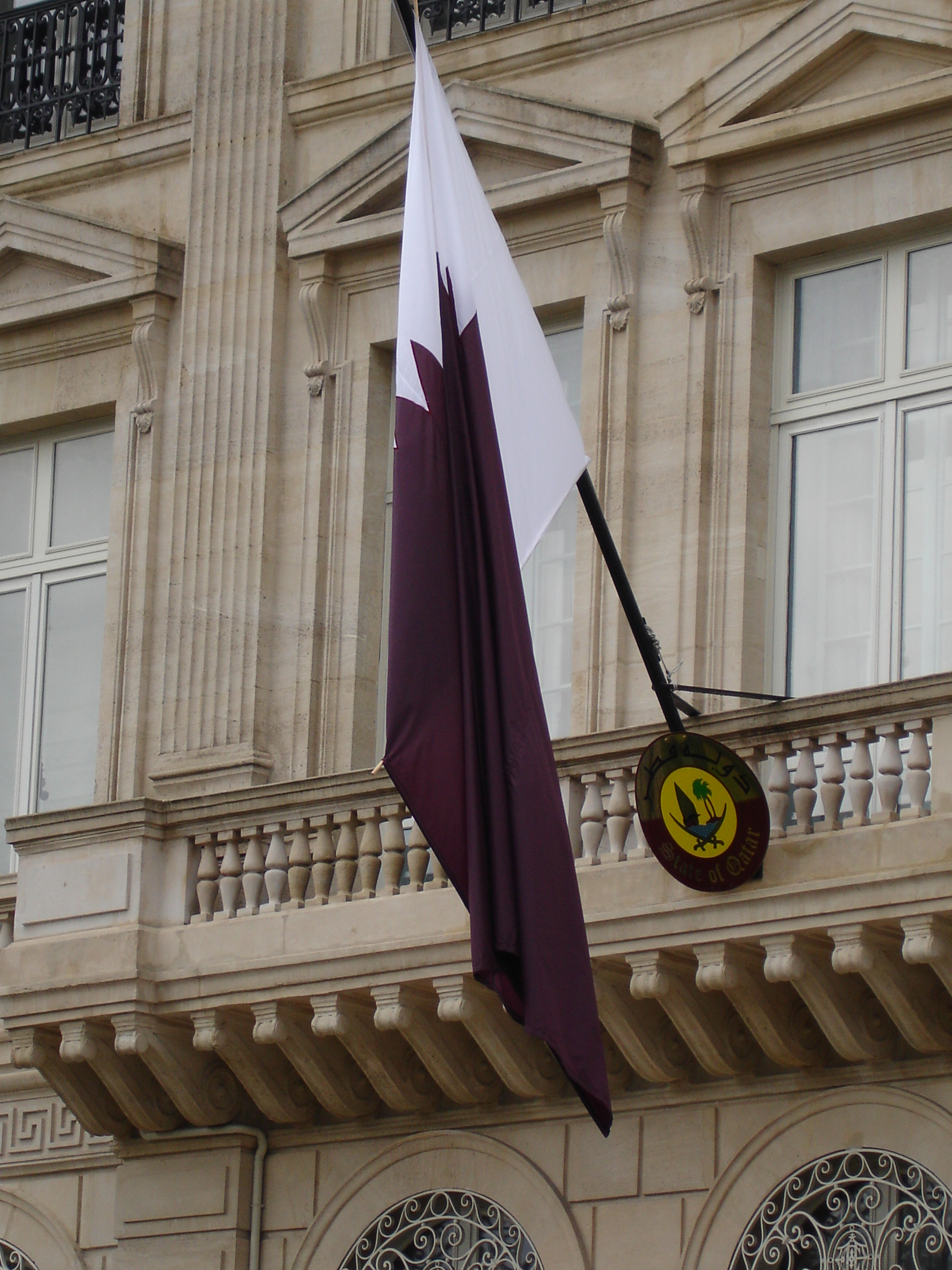
Vlag van Qatar op de ambassade in Parijs (2007)

De linkerbalk is wit, hetgeen symbool is voor vrede. De rechterbalk is paarsbruin, als een verwijzing naar de werking van de zon op het pigment in de huid van mensen en als symbool van het bloed dat in het verleden voor Qatar is vergoten.
De hoekige lijn levert negen witte driehoeken op; deze verwijzen naar het feit dat Qatar als een van de negen Arabische emiraten (samen met de zeven Verenigde Arabische Emiraten en Bahrein) in 1916 onder bescherming van het Verenigd Koninkrijk kwam te staan.

## Geschiedenis
De historische vlag van Qatar was effen rood, in overeenstemming met het rode vaandel dat traditioneel werd gebruikt door de Kharjitische leider Qatari ibn al-Fuja'a. In de 19e eeuw veranderde het land zijn volledig rode vlag met de toevoeging van een witte verticale streep aan de hijs om te voldoen aan de Britse richtlijn. Na deze toevoeging nam Sjeik Mohammed bin Thani officieel een paars-rode en witte vlag met patroon aan, die een sterke gelijkenis vertoonde met zijn moderne afgeleide. In 1932 werden er verschillende toevoegingen aan de Qatarese vlag gedaan, waarbij de negenpuntige kartelrand, diamanten en het woord "Qatar" in het ontwerp werden geïntegreerd. De kastanjebruine kleur werd in 1936 gestandaardiseerd. In de jaren 1960 verwijderde Sjeik Ali Al Thani de tekst en de diamanten uit de vlag. De vlag werd officieel aangenomen op 9 juli 1971 en was vrijwel identiek aan de vlag uit de jaren 1960, met uitzondering van de verhouding tussen hoogte en breedte.

? 18e eeuw–1860
? 1860–1916, 1916–1932
? 1916
? 1932–1936
? ? 1936–1949
? 1949–1971